# Beurre Charentes-Poitou
Pour les articles homonymes, voir Beurre (homonymie).
Le beurre Charentes-Poitou est l'appellation d'origine d'un beurre français issu de la production du lait et de sa transformation en crème puis en beurre se déroulant dans le nord de la région Nouvelle-Aquitaine ainsi que dans le sud-ouest des Pays de la Loire. Cette appellation bénéficie d'une AOC depuis 1979 et AOP depuis 2009. 
Issu exclusivement de crème pasteurisée produit par les agriculteurs de ce territoire, ce beurre est transformé industriellement pour l'essentiel dans les Charentes (Charente, Charente-Maritime) et dans le Poitou (Deux-Sèvres, Vienne, Vendée), mais aussi en Limousin (Haute-Vienne).

## Production
Seule l'obligation de production du lait cru dans le territoire de l'appellation est enregistrée au cahier des charges attaché à la protection de celle-ci.

## Transformation
Quatre étapes interviennent dans la transformation industrialisée du beurre Charentes-Poitou. L'écrémage a lieu par centrifugation où le lait cru est chauffé à 40 °C. La pasteurisation intervient ensuite par chauffage entre 92 et 95 °C de la crème liquide obtenue entraînant la destruction des ferments naturels. Vient ensuite la maturation qui intervient entre 9 et 15 °C. via l'ajout de ferments de culture. Enfin, la crème est transformée en beurre par brassage et malaxage : c'est le barattage.

## Spécifications
Le beurre Charentes-Poitou se distingue des autres beurres par son odeur prononcée de crème épaisse mais également par une plus grande richesse en lactoses, qui lui confèrent des notes fruitées. 

## Protection de l'appellation
La protection de l'appellation apporte certaines exigences : le beurre doit être sans colorants, sans antioxygènes ni substances désacidifiantes. Des tests organoleptiques de l’INAO (Institut national des appellations d’origine) sont effectués régulièrement.

## Volumes de transformation
En 2005, 7 937 tonnes de beurre Charentes-Poitou ont été fabriqués par un ensemble de sept transformateurs industriels (privés ou coopératives agricoles), dont les marques commerciales sont :
- beurre Échiré ;
- beurre Pamplie ;
- beurre Celles-sur-Belle ;
- beurre La Viette ;
- beurre Maison Lescure[6] (GLAC - Groupement des laiteries coopératives - à Surgères et désormais propriété de la marque Elvir SAS) [7],[8];
- beurre Grand Fermage ;
- beurre Montaigu.